# ケメロヴォ市電
ケメロヴォ市電（ロシア語: Кемеровский трамвай）は、ロシア連邦の都市・ケメロヴォ市内を走る路面電車。2020年現在はトロリーバスと共に、公共株式会社（ОАО）のケメロヴォ電気輸送会社（Кемеровская электротранспортная компания、КЭТК）によって運営されている。

## 概要・歴史
ケメロヴォ市内を走る路面電車は、ソビエト連邦（ソ連）時代の1940年に開通した。開業直後に勃発した第二次世界大戦（大祖国戦争）時には男性従業員のほとんどが徴兵され、女性従業員により午前5時から翌日の午前2時までの長時間の運行に加え、戦争による負傷者の輸送や軍用品の輸送など過酷な運用を余儀なくされた。終戦後は路線延伸が続き、1973年時点で営業キロは100 kmに達した他、窒素肥料工場と隣接していた従来の車庫の移設も実施された。また1970年以降はトロリーバス（ケメロヴォ・トロリーバス）も開通しており、運営組織も従来のケメロヴォ路面電車部門（Кемеровское трамвайное предприятие）からケメロヴォ路面電車・トロリーバス部門（Кемеровским трамвайно-троллейбусным управлением）に改められた。
ソビエト連邦の崩壊後は経済の混乱やモータリーゼーションの進展により運営が困難となり、一部系統の廃止も行われたが、2005年に運営権がケメロヴォ電気輸送会社に移管されて以降は改善傾向を見せている。同社は2011年にロシア連邦内で最も優れた都市電気輸送企業の上位5社に認定されている他、翌2012年にも世界の優秀な公共交通機関事業者に与えられる国際交通機関賞「ゴールデンチャリオット」を受賞している。トロリーバスを含めた1日の平均利用客は15万人、年間利用客は約6,000万人を記録している。

## 運行
2020年現在、ケメロヴォ市電では以下の5系統が運行している。運賃については2008年以降何度か値上げが実施されており、2020年時点での基本料金は20ルーブルである。
| 系統番号 | 起点           | 終点           | 営業キロ | 所要時間 | 備考・参考 |
| -------- | -------------- | -------------- | -------- | -------- | ---------- |
| 1        | КЭТК           | Водолей        | 20km     | 51分     | [ 7 ]      |
| 3        | ТЭЦ Кировского | КЭМЗ           | 18km     | 45分     | [ 8 ]      |
| 5        | КЭМЗ           | пос. Южный     | 5km      | 32分     | [ 9 ]      |
| 8        | КЭМЗ           | КОАО АЗОТ      | 8km      | 20分     | [ 10 ]     |
| 10       | Ж/д вокзал     | Шахта Северная | 13km     | 33分     | [ 11 ]     |

## 車両
2019年の時点でケメロヴォ市電で使用されている営業用車両は78両であり、以下の形式が存在する。これらとは別に、KEMZ電停（КЭМЗ）前には、開業時に導入され大祖国戦争を経て1949年まで使用されていた2軸車のKh形を基に製造されたモニュメントが2016年以降設置されている。
| 形式           | 形式        | 製造メーカー                     | 備考                       |
| -------------- | ----------- | -------------------------------- | -------------------------- |
| KTM-5(71-605)  | 71-605      | ウスチ＝カタフスキー車両製造工場 | [ 1 ] [ 3 ]                |
| KTM-5(71-605)  | 71-605A     | ウスチ＝カタフスキー車両製造工場 | [ 1 ]                      |
| KTM-5(71-605)  | 71-605RM2   | ウスチ＝カタフスキー車両製造工場 | [ 14 ]                     |
| KTM-19(71-619) | 71-619K     | ウスチ＝カタフスキー車両製造工場 |                            |
| KTM-19(71-619) | 71-619KT    | ウスチ＝カタフスキー車両製造工場 |                            |
| KTM-19(71-619) | 71-619KT-01 | ウスチ＝カタフスキー車両製造工場 |                            |
| KTM-19(71-619) | 71-619A     | ウスチ＝カタフスキー車両製造工場 | モスクワ市電からの譲渡車両 |
| KTM-19(71-619) | 71-619A-01  | ウスチ＝カタフスキー車両製造工場 | モスクワ市電からの譲渡車両 |
| LM-99(71-134)  | LM-99AEN    | ペテルブルク路面電車機械工場     |                            |
| AKSM-60102     | AKSM-60102  | ベルコムンマッシュ               |                            |
| AKSM-62103     | AKSM-62103  | ベルコムンマッシュ               | 部分超低床電車             |